# Square Boulingrin
Pour les articles homonymes, voir Boulingrin.
Le square Boulingrin ou, simplement, le Boulingrin, est une voie de Toulouse, chef-lieu de la région Occitanie, dans le Midi de la France.

## Situation et accès

### Description
Le square Boulingrin est une voie publique. Il se situe à la limite des quartiers Saint-Étienne et Saint-Aubin – Dupuy, dans le secteur 1 - Centre, au nord, et du quartier du Busca, dans le secteur 5 - Sud-Est, au sud.

### Voies rencontrées
Le square Boulingrin rencontre les voies suivantes, dans l'ordre des numéros croissants (« g » indique que la rue se situe à gauche, « d » à droite) :
1. Allées Forain-François-Verdier
2. Rue des Potiers
3. Allées Paul-Sabatier
4. Rue de Tivoli
5. Rue Jean-Aillet
6. Rue Abel-Autofage
7. Allée des Soupirs
8. Allée Frédéric-Mistral
9. Allée Serge-Ravanel
10. Allées Jules-Guesde
11. Rue du 8-Mai-1945

### Transports
Le Boulingrin est desservi par plusieurs lignes de bus du réseau de transports en commun Tisséo. À l'est du Boulingrin, sur les allées Paul-Sabatier, se trouvent les terminus des lignes de bus 294466. La ligne de Linéo L9 marque également l'arrêt à proximité du Boulingrin. 
Il existe plusieurs stations de vélos en libre-service VélôToulouse à proximité du Boulingrin, dans les allées qui en rayonnent : les stations no 65 (2 allées Forain-François-Verdier), no 66 (rue du 8-Mai-1945), no 67 (35 allées Jules-Guesde), no 100 (16 allées Paul-Sabatier) et no 102 (18 allées Frédéric-Mistral).

## Odonymie
Lorsque le projet de Louis de Mondran fut réalisé, entre 1752 et 1754, l'esplanade centrale où convergeaient les allées – actuelles allées Jules-Guesde, Serge-Ravanel, Frédéric-Mistral, des Soupirs, Paul-Sabatier et François-Verdier –, plantées d'arbres, fut laissé engazonné. Il devint le bowling green et, par francisation, le boulingrin. En 1794, pendant la Révolution française, on proposa de lui donner le nom de cercle des Sans-Culottides, car on y organisait des fêtes, tout particulièrement pour les cérémonies de fin d'année du calendrier républicain, les sans-culottides – on retrouve la même appellation révolutionnaire pour la place Montoulieu et la rue Ninau –, mais elles ne subsistèrent pas.

## Patrimoine et lieux d'intérêt

### Jardin du Grand-Rond
Le jardin du Grand-Rond est aménagé entre 1752 et 1754. Il est alors délimité par deux rangées d'arbres, séparées par des plates-bandes de gazon, et encadrant un tapis vert, ovale de gazon – le bowling green ou boulingrin proprement dit. Au milieu du XIXe siècle, un jardin à l'anglaise est dessiné. En 1965, la grille du cours Dillon est réinstallées face aux allées Frédéric-Mistral. 

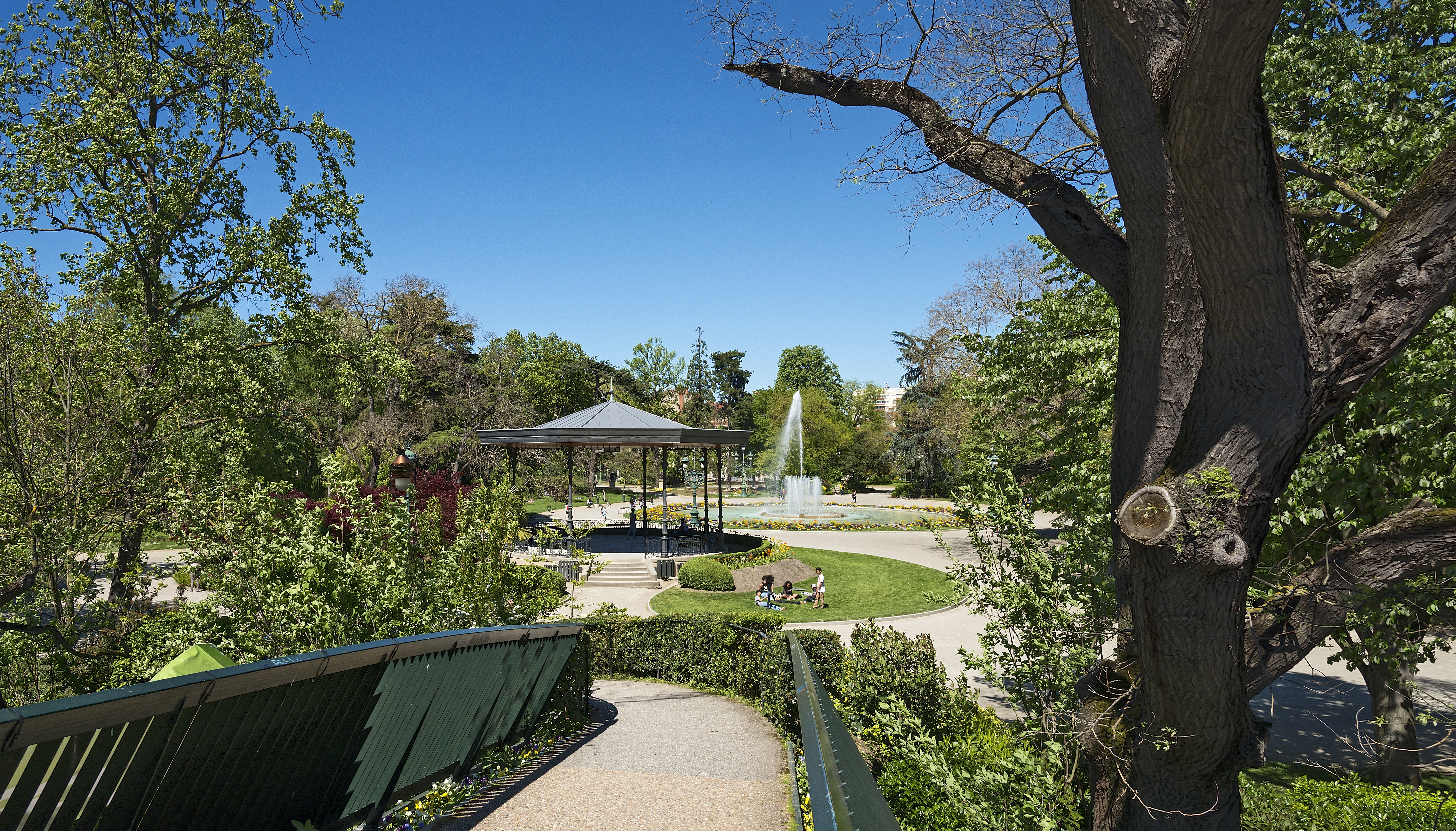
Vue générale depuis la passerelle du Jardin des plantes.
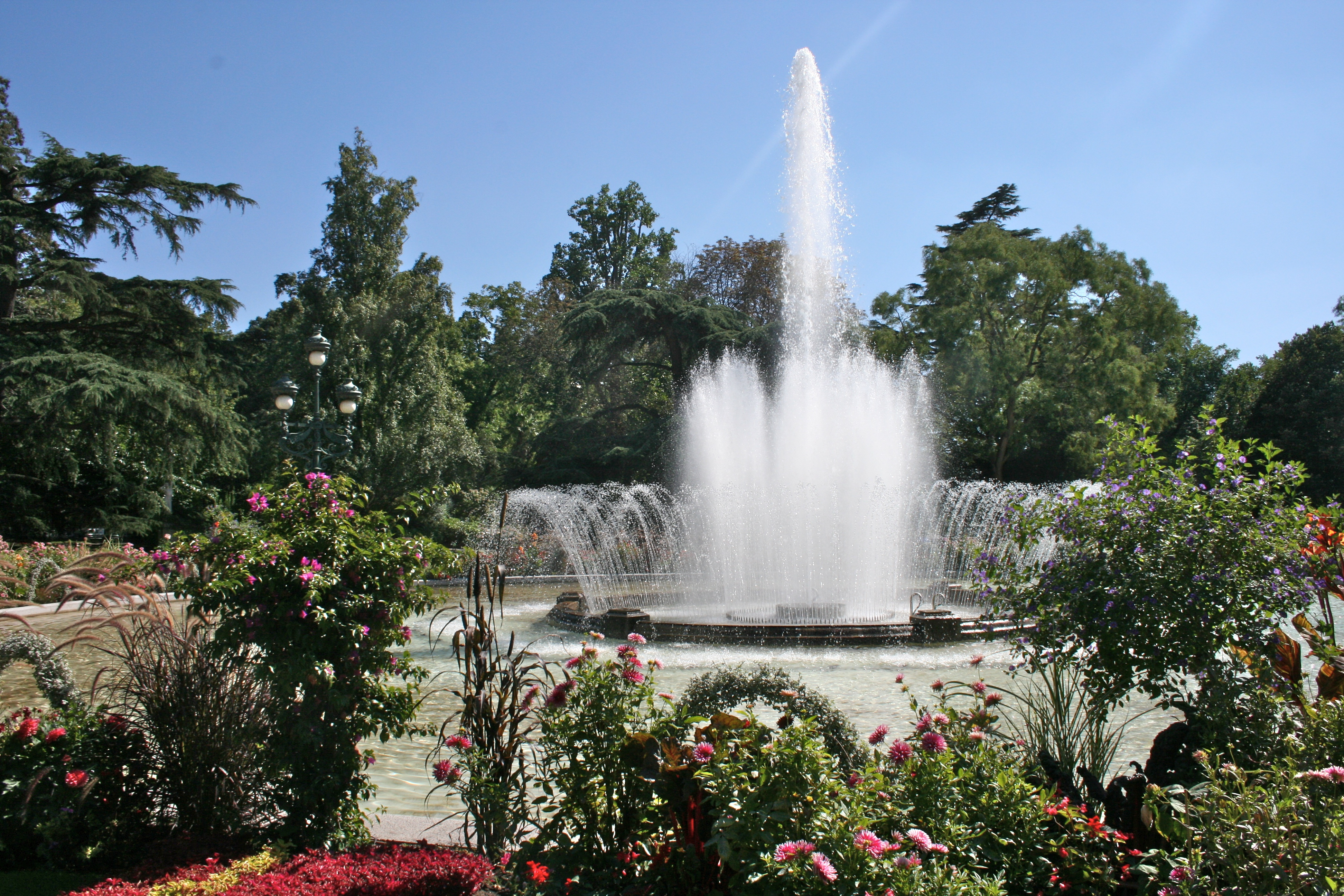
La fontaine du bassin central.
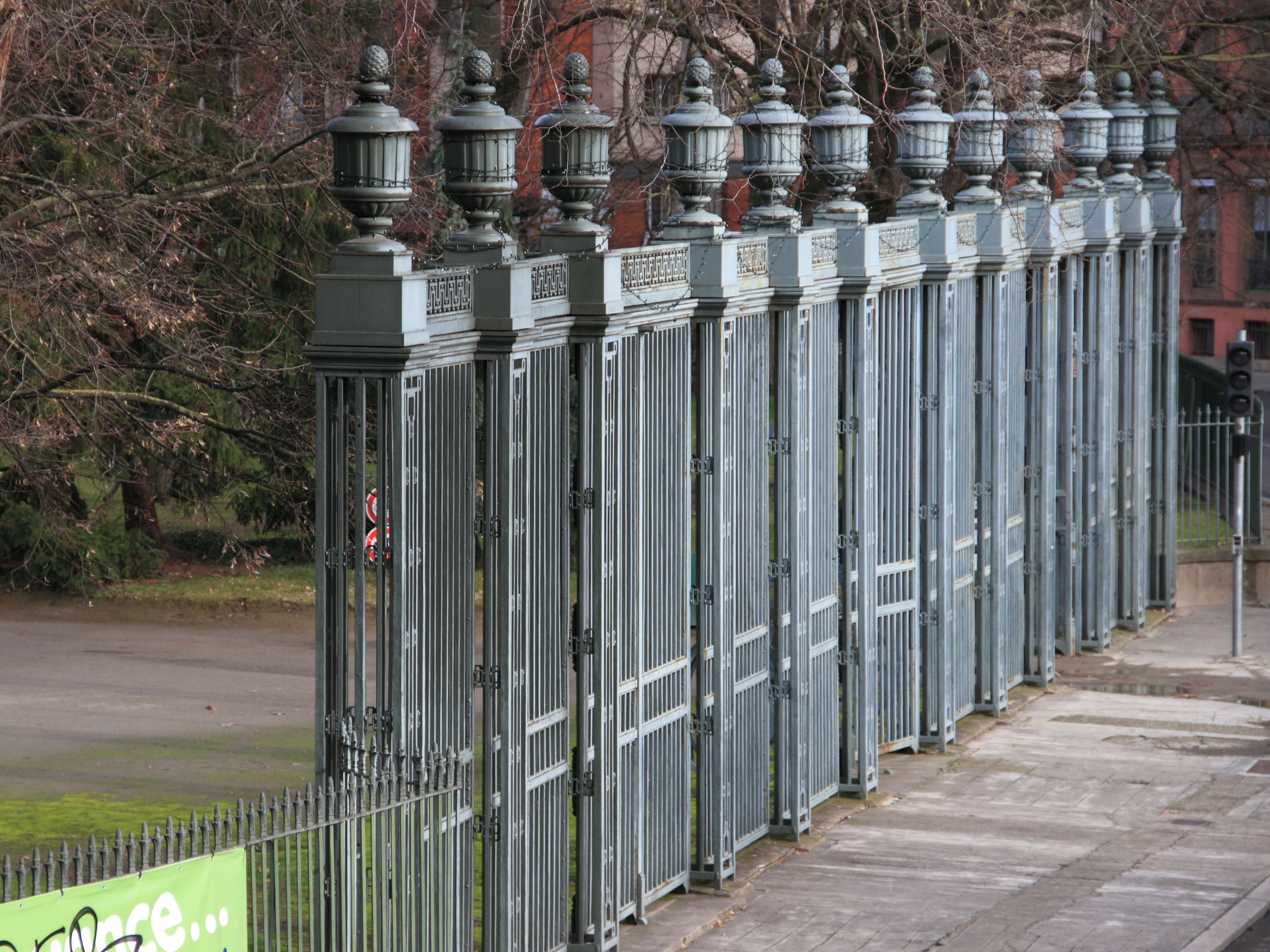
La grille « du cours Dillon ».

### Jardin Royal
Le Jardin Royal est le plus ancien jardin public de la ville. Il est réaménagé en jardin à l'anglaise entre 1861 et 1863. Il couvre une surface de 1,7 hectare. Il se compose d'une pièce d'eau. Il possède plusieurs entrées sur le square Boulingrin, les allées Jules-Guesde et la rue Jules-de-Rességuier. Une passerelle, qui enjambe le square Boulingrin, permet d'accéder au jardin du Grand-Rond. 

### Lotissement Gontaut-Biron
Inscrit MH (2018) et  Patrimoine XXe siècle (2017)
Un lotissement est aménagé entre 1931 et 1935 sur une vaste parcelle appartenant à la famille Gontaut-Biron, entre le Boulingrin, les allées François-Verdier, la rue de la Brasserie et la rue des Potiers. Les nouveaux propriétaires font intervenir plusieurs architectes toulousains – Edmond Pilette, Antonin Thuriès et Jean Valette –, qui conçoivent cependant un ensemble d'une remarquable unité, dans l'utilisation des matériaux – béton, pierre et brique – et le vocabulaire de l'architecture Art déco et de l'architecture régionaliste. 
- no  1 : hôtel Calestroupat (1932, Edmond Pilette).  Inscrit MH (2018, façades et toitures)[6],[7].

- no  2 : immeuble Valette (1935, Jean Valette).  Inscrit MH (2018, façades et toitures)[8],[9].

- no  3 : maison Guignard.  Inscrit MH (2018, façades et toitures)[10]. 
La maison est construite sur les plans de l'architecte Edmond Pilette pour le compte de M. Guignard. Elle se distingue par sa faible hauteur, puisqu'elle ne s'élève que sur un seul étage, entre deux immeubles de quatre étages. Le soubassement de la maison est en opus incertum, les élévations en béton enduit. Les travées de droite correspondent au premier projet de l'architecte, réalisé entre 1932 et 1934. Deux grandes ouvertures en plein cintre, au linteau mouluré retombant sur des culots, encadrent une fenêtre triple. Dans l'ouverture de gauche s'inscrit la porte d'entrée et une fenêtre, surmontées d'une imposte en fer forgé aux motifs géométriques et végétaux. La porte ouvre sur un vaste hall, qui distribue un bureau, sur la rue, et un salon, et une salle à manger et une cuisine, sur jardin. À l'étage, la fenêtre centrale ouvre sur une loggia, munie d'un garde-corps en fer forgé et abritée par un appentis. Les travées de gauche correspondent à une modification du projet, réalisée entre 1934 et 1935. Le rez-de-chaussée ouvre sur le garage, tandis que l'étage est dévolu à trois chambres – une sur rue, avec une salle de bain –, deux sur jardin. L'élévation est surmontée d'un avant-toit en forte saillie et couverte par un toit en pavillon de tuiles[11],[12].

- no  4 : immeuble Jourdet.  Inscrit MH (2018, façades et toitures)[13]. 
Un immeuble de rapport est construit en 1934 par l'architecte Jean Valette. Il s'élève à l'angle de la rue des Potiers et des allées Paul-Sabatier, répondant à l'immeuble élevé à l'angle des allées François-Verdier. Il se compose de plusieurs corps de bâtiment, organisés autour d'une cour intérieure. Il s'élève sur six niveaux : un sous-sol semi-enterré, un rez-de-chaussée surélevé et quatre étages. La structure du bâtiment est en béton mais, en façade, l'enduit vient imiter les joints d'un appareil de pierre. Le rez-de-chaussée est percé de cinq grandes baies segmentaires inscrites dans une embrasure en plein cintre. La porte d'entrée, qui s'ouvre dans la 2e travée de droite a conservé sa ferronnerie en fer forgé. Aux étages, les deux travées latérales sont formées d'un oriel. La travée centrale est largement éclairée par des loggias aux garde-corps en fer forgé et soutenues par des colonnes cannelées[14].

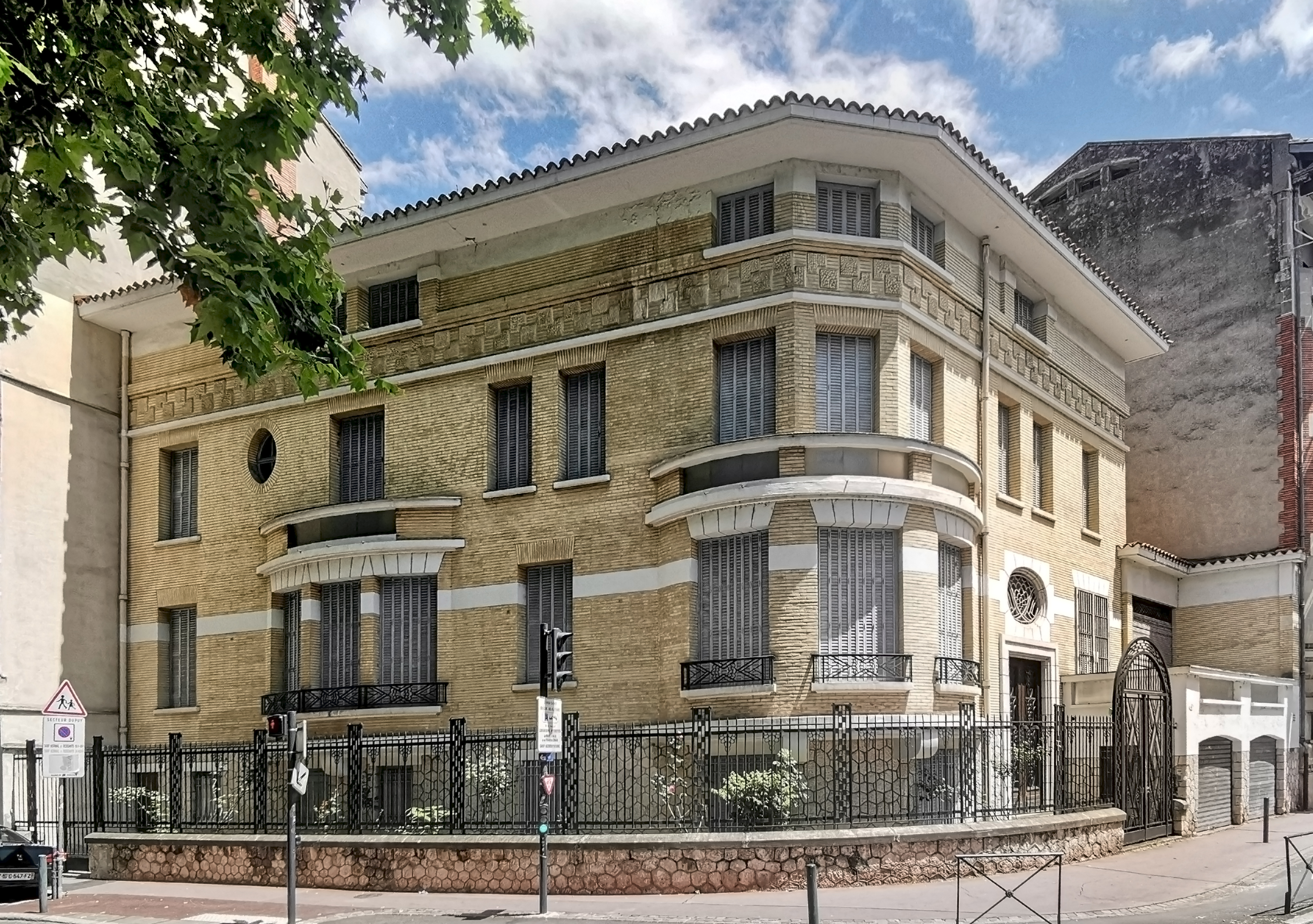
L'hôtel Calestroupat.
L'immeuble Valette.
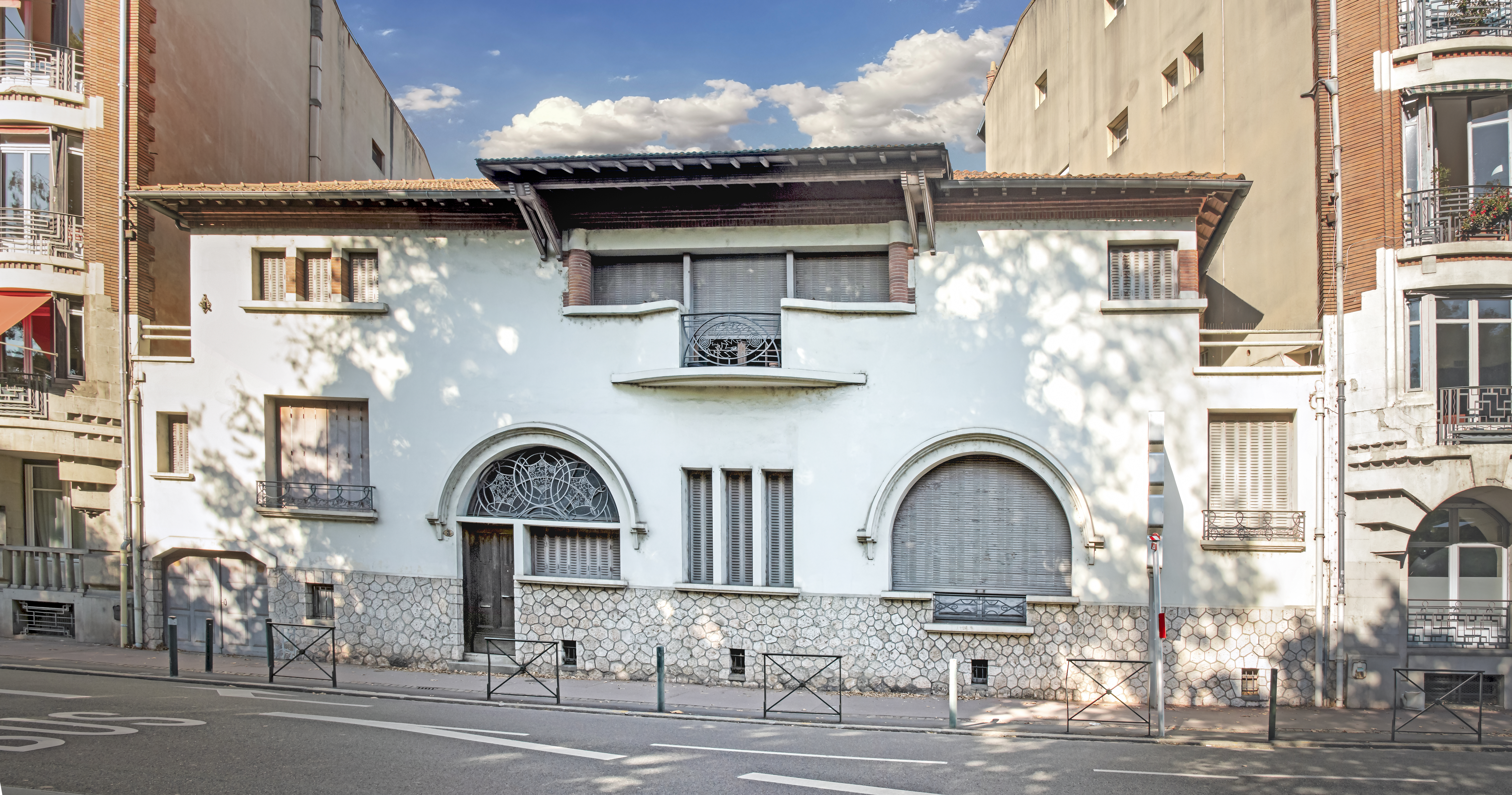
La maison Guignard.
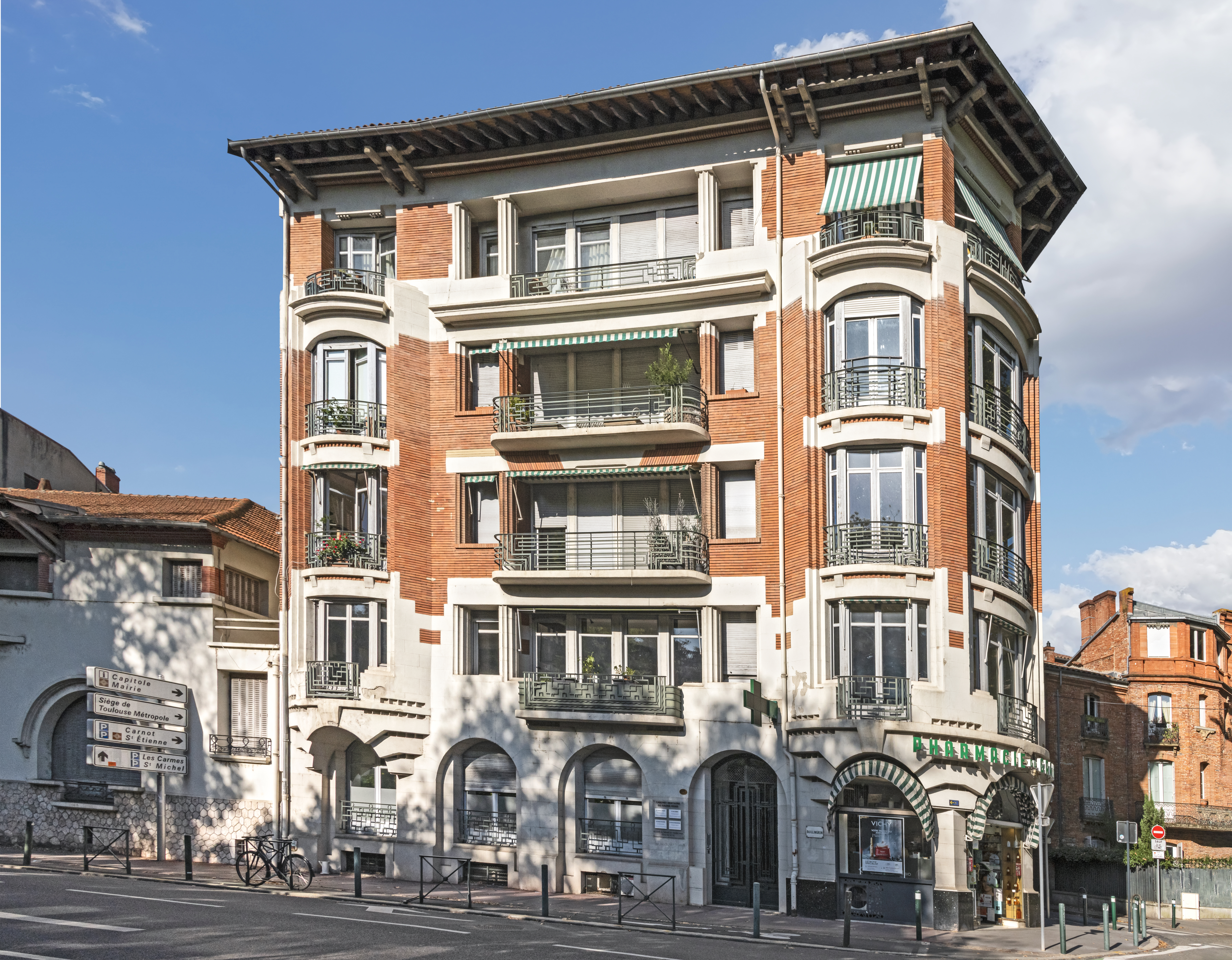
L'immeuble du no 4.

### Cité HBM du Grand-Rond
Patrimoine XXe siècle (2017).
En 1931, la municipalité socialiste d'Étienne Billières, encouragée par le développement de l'habitat social dans le cadre de la loi Loucheur, décide la construction d'un groupe d'HBM entre le Boulingrin, l'allée des Soupirs (actuels no 2-12), la rue de Tivoli (actuels no 1-9) et le port Saint-Sauveur. Le premier projet, proposé par l'architecte Robert Armandary pour l'Office d'habitation de la ville de Toulouse, rencontre l'opposition des associations des Toulousains de Toulouse et des Amis du Vieux Toulouse, car il ampute toute la partie nord de l'allée des Soupirs. Le projet modifié est finalement approuvé en 1934, les travaux étant achevés en 1935. Il compte 350 logements. 
L'ensemble de la cité se compose de quatre bâtiments. Deux longues barres, disposées le long de l'allée des Soupirs et de la rue de Tivoli limitent la cité au sud et au nord. Elles s'élèvent sur huit étages dans la partie centrale, pour s'abaisser progressivement en gradins, jusqu'à seulement trois étages du côté du Boulingrin. Entre les deux barres s'élève une barre plus petite et un bâtiment en U, qui ferme la cité du côté du port Saint-Sauveur. La construction combine une ossature de béton et un remplissage de brique,.